# Йоланта от Гелдерн
Йоланта от Гелдерн (на нидерландски: Yolanthe van Gelre, Yolanda van Wassenberg; * 1090; † 1131) от фамилията на Фламиниите, е графиня от Гелдерн и чрез женитби графиня на Хенегау и на Остревен.

## Произход
Тя е голямата дъщеря на Герхард I от Васенберг († 1129), първият граф на Гелдерн, и съпругата му Клеменция Аквитанска († сл. 1129), дъщеря на граф Вилхелм VII, херцог на Аквитания от род Рамнулфиди.
Йоланта е погребана в Берген, Белгия.

## Фамилия
Първи брак: ок. 1107 г. с граф Балдуин III (1088 – 1120) от Дом Фландрия, граф на Хенегау. Двамата имат децата:
- Балдуин IV (1108 – 1171), граф на Хенегау
- Герхард († 1166),∞ за Хедвиг фон Дале
- Гертруда, ∞ пр. 9 август 1138 за Роже III дьо Тосни († 1162)
- Рихилда, ∞ I. за Тиери д‘Авен († 1106), ∞ II. за Еверард II Радулф бургграф на Турне († 1160)

Втори брак: ок. 1122 г. с Готфрид II дьо Бухен (Годфруа д’Остревен), бургграф на Валенциен, граф на Остревен. Двамата имат две деца:
- Готфрид, бургграф на Валенциен
- Берта, омъжена 1. за Ото II от Дурас и 2. за Ги от Ст. Оберт